# NGC 2730
NGC 2730 је спирална галаксија у сазвежђу Рак која се налази на NGC листи објеката дубоког неба.
Деклинација објекта је + 16° 50' 18" а ректасцензија 9h 2m 15,8s. Привидна величина (магнитуда) објекта NGC 2730 износи 13,0 а фотографска магнитуда 13,6. NGC 2730 је још познат и под ознакама UGC 4743, MCG 3-23-28, CGCG 90-57, IRAS 08594+1702, PGC 25384.